# 12384 Luigimartella
12384 Luigimartella este un asteroid din centura principală de asteroizi.

## Descriere
12384 Luigimartella este un asteroid din centura principală de asteroizi. A fost descoperit pe 10 octombrie 1994 la Colleverde de Vincenzo Silvano Casulli. Asteroidul prezintă o orbită caracterizată de o semiaxă mare de 2,99 ua, o excentricitate de 0,10 și o înclinație de 9,9° în raport cu ecliptica.